# Гуляєва Марія Яківна
Марія Яківна Гуляєва (нар. 1911 — ?) — українська радянська діячка, новатор виробництва, обробниця Харківського машинобудівного заводу. Герой Соціалістичної Праці (7.03.1960). Кандидат у члени ЦК КПУ в 1956—1961 роках.

## Біографія
Член ВКП(б) з 1945 року.
Працювала робітницею на підприємствах міста Харкова.
З 1950-х років — обробниця, доводчиця Харківського машинобудівного заводу імені Дзержинського.

## Нагороди
- Герой Соціалістичної Праці (7.03.1960)
- орден Леніна (7.03.1960)
- медалі